# Завеличенская волость (Псковский уезд)
Завеличенская волость — административно-территориальная единица в составе Псковского уезда Псковской губернии РСФСР в 1925 — 1927 годах.
30 сентября 1925 года из состава Псковской волости была выделена самостоятельная Завеличенская волость с сельсоветами: Завеличенский, Логозовский, Погорельский, Рюжский, Савинский, Тямшанский. Законодательное оформление создания отдельной Завеличенской волости было осуществлено Декретом Президиума ВЦИК от 15 февраля 1926 года.
8 октября 1925 года в составе Завеличенской волости были созданы Ворошиленский и Кисловский сельсоветы, 7 октября 1926 года — Воронинский, Каменский и Ядровский сельсоветы.
В рамках ликвидации прежней системы административно-территориального деления РСФСР (волостей, уездов и губерний), Завеличенская волость была упразднена в соответствии с Постановлением Президиума ВЦИК от 1 августа 1927 года, а её территория включена в состав новообразованного Псковского района Псковского округа Ленинградской области.